# Lin Brotherz
Lin Brotherz to holenderska grupa hip-hopowa założona w 1992 roku w Tilburgu, ściśle powiązana z zespołem Wu-Tang Clan. W skład grupy wchodzą Cilvaringz, Moongod Allah i Barrakjudah.

## Dyskografia
Opracowano na podstawie źródła
- Ch’ing Dynasty EP (2000)
- Henshmen (minialbum) (2006)